# Zgornja Pristava, Slovenske Konjice
Zgornja Pristava je  predel mesta Slovenskih Konjic.
Precej razloženo naselje v Občini Slovenske Konjice je dejansko mestni predel, ki obsega zgornji del Tattenbachove ulice v Slovenskih Konjicah.

## Opis
Naselje leži na terciarnem  severnem vznožju Konjiške gore, na območju, ki segalo vse do nekdanje struge sedaj reguliranega potoka Polenšica. Stari del naselja je ob cerkvi sv. Ane, ki je bila v 16. stoletju zgrajena kot kapela bližnjega gradu in ob tamkajšnjem pokopališču, novejši del pa na ravnici nad dnom doline. Nad naseljem je na vzpetini stari Konjiški grad.

## Grobišče nad Trebniškim dvorcem
V neposredni bližini Zgornje Pristave se nahaja doslej še neoznačeno grobišče nad graščino Trebnik, na vznožju Konjiške gore, na lokaciji, kjer sedaj poteka električni daljnovod. V njem so posmrtni ostanki 30 do 40 domačinov (večinoma tržanov in posestnikov), ki so jih brez predhodnega sodnega procesa pomorili v obdobju neposredno po drugi svetovni vojni, maja ali junija 1945.